# Ehud Barak
‎
Ehud Barak [éhud bárak] (hebrejsko אֵהוּד בָּרָק) (pravo ime Ehud Brog), izraelski matematik, fizik, inženir, ekonomist, general in politik, * 12. februar 1942, kibuc Mischmar haScharon, Izrael.